# Liphistius johore
Liphistius johore PLATNICK & SEDGWICK, 1984 è un ragno appartenente al genere Liphistius della famiglia Liphistiidae.
Il nome del genere deriva dalla radice prefissoide greca λιπ-, lip-, abbreviazione di λιπαρός, liparòs cioè unto, grasso, e dal sostantivo greco ἱστίον, istìon, cioè telo, velo, ad indicare la struttura della tela che costruisce intorno all'apertura del cunicolo.
Il nome proprio deriva dallo Stato di Johor, luogo di ritrovamento della specie, nella Malaysia meridionale.

## Caratteristiche
Ragno primitivo appartenente al sottordine Mesothelae: non possiede ghiandole velenifere, ma i suoi cheliceri possono infliggere morsi piuttosto dolorosi
Le femmine possono essere facilmente riconosciute per il poreplate (area dei genitali femminili interni coperta da una zona priva di pori) accorciato anterolateralmente.
Il bodylenght (lunghezza del corpo senza le zampe), esclusi anche i cheliceri, è di 11,6 millimetri nelle femmine. Il cefalotorace è più lungo che largo, circa 5,2 x 4 millimetri, è di colore arancione chiaro con striature marrone chiaro lungo i margini anteriori e laterali. I cheliceri distalmente di colore arancione e giallo pallido prossimalmente, hanno 11-12 denti al margine anteriore delle zanne. Le zampe sono giallo pallido con sottili anulazioni scure distalmente sui femori, prossimalmente e distalmente sulle tibie e solo prossimalmente su metatarsi e tarsi. L'opistosoma è anch'esso più lungo che largo, circa 5,7 x 4,6 millimetri, è di colore arancione pallido, con gli scleriti e le filiere gialle.
Nell'ambito del genere Liphistius si distinguono due gruppi principali per la morfologia dei genitali interni femminili. Il gruppo di cui fa parte questa specie ha il ricettacolo ventrale stretto occupante una porzione sostanziale della larghezza del poreplate, proprietà condivisa con L. malayanus, L. batuensis, L. panching e L. tioman.

## Comportamento
Costruiscono cunicoli nel terreno profondi fino a 60 centimetri e tengono chiuso l'ingresso del cunicolo con una porta-trappola piuttosto rudimentale. Intorno all'apertura tessono 7-8 fili molto sottili e appiccicaticci in modo da accorgersi se qualche preda si sta avvicinando e, approfittando dei momenti in cui vi è invischiata, balzano fuori e la catturano. Vivono molti anni anche in cattività.

## Distribuzione
Rinvenuta nella località di Sungai Rengit, presso Pengarang, dello Stato di Johor della Malaysia meridionale.